# 643 (szám)
A 643 (római számmal: DCXLIII) egy természetes szám, prímszám.

## A szám a matematikában
A tízes számrendszerbeli 643-as a kettes számrendszerben 1010000011, a nyolcas számrendszerben 1203, a tizenhatos számrendszerben 283 alakban írható fel.
A 643 páratlan szám, prímszám. Normálalakban a 6,43 · 102 szorzattal írható fel.
A 643 négyzete 413 449, köbe 265 847 707, négyzetgyöke 25,35744, köbgyöke 8,63118, reciproka 0,0015552. A 643 egység sugarú kör kerülete 4040,08815 egység, területe 1 298 888,341 területegység; a 643 egység sugarú gömb térfogata 1 113 580 271,0 térfogategység.
A 643 helyen az Euler-függvény helyettesítési értéke 642, a Möbius-függvényé −1.